# Grande Hotel Beira
Das Grande Hotel Beira ist ein ehemaliges Hotel in Beira in Mosambik. Der einstige „Stolz von Afrika“ entwickelte sich zu einer Ruine, in der zwischen 2000 und 3000 mittellose Menschen, darunter etwa 1000 Kinder, Obdach gesucht haben.
Das Bauwerk an der Avenida Mateus Sansão Muthemba ist aus mehreren Blöcken zusammengesetzt, der Grundriss hat ungefähr die Form eines L. Das Hotel war rund 12.000 Quadratmeter groß, verfügte über 110 Zimmer, Suiten mit Blick auf den Indischen Ozean, einen Ballsaal und einen Swimmingpool mit olympischen Ausmaßen. In der Synopse zu dem Film Grande Hotel von Lotte Stoops aus dem Jahr 2010 wird das Bauwerk als Zeugnis der Megalomanie des Kolonialregimes, das von vornherein zum Untergang verurteilt gewesen sei, bezeichnet.

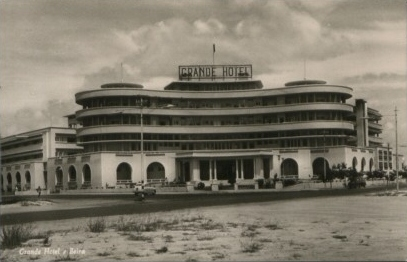
Grande Hotel Beira, Mozambique ca. 1955

## Geschichte
Erste Pläne wurden in den 1940er Jahren von dem Architekten José Luís Porto erstellt; 1953 übernahm Francisco de Castro die Weiterentwicklung. Am 17. Juni 1955 wurde das Gebäude eingeweiht. Von 1963 bis 1975 wurde das damals bereits offiziell geschlossene Hotel noch für spezielle Gelegenheiten wie größere Feiern genutzt. Auch das Schwimmbad war damals noch in Betrieb und wurde etwa für professionelle Schwimmer als Trainingsstätte gebraucht.
Das Hotel dagegen wurde nach einer Betriebszeit von wenigen Jahren infolge des Unabhängigkeitskampfes geschlossen. Sein Keller wurde zum Gefängnis für politische Häftlinge, im dritten Stock ließen sich Polizei und Armee nieder. 1981 übernahm die Bevölkerung der Umgebung den Komplex; insbesondere Zugezogene, die sich normale Mieten in Beira nicht hätten leisten können, gehörten zu den Besetzern des Hotels. In dem Gebäude, das weder mit Wasser noch mit Strom versorgt wird, entstand eine Art eigenes Dorf. Das Schwimmbad füllte sich mit Regenwasser, in dem gewaschen und geangelt wird. Ein Erdbeben führte in den 2000er Jahren zum Einsturz eines Teils des Hotels. Damals starb ein Bewohner, der in Panik aus dem Fenster gesprungen war. Das Bauwerk gilt als einsturzgefährdet; sein Abriss wird diskutiert.
2011 sollen zwischen 2.000 und 3.500 Menschen in den Überresten des Hotels gelebt haben.

## Dokumentationen
Der Fotograf Héctor Mediavilla dokumentierte den Verfall des Hotels mit Fotoaufnahmen.
Schon 2006 wurde an einem Dokumentarfilm über das Haus mit den 350 Räumen gearbeitet; 2007 äußerten sich zwei ehemalige Angestellte des Hotels in dem Film Night Guests von Licínio Azevedo über die Vergangenheit des Hauses. 2011 brachte der Deutschlandfunk ein Feature über das Hotel.
Die Bildzeitung veröffentlichte 2012 einen Report aus dem Horror-Hotel, in dem detailreich die Zustände in dem verwahrlosten Gebäude geschildert wurden: „Durch den leeren Aufzugschacht klatscht Abfall auf den Boden. Die meisten Bewohner werfen ihn einfach aus dem Fenster: Auf der Terrasse im ersten Stock, wo einst Reich und Schön bei Cocktails saßen, türmt sich meterhoch der Müll.“ Und: „Irgendwer hat begonnen, die Holzträger aus der Decke zu reißen. Tragende Balken? [...] Niemand weiß, wann das Hotel zusammenbricht und all das Elend unter sich begräbt.“

## Bilder (2012)

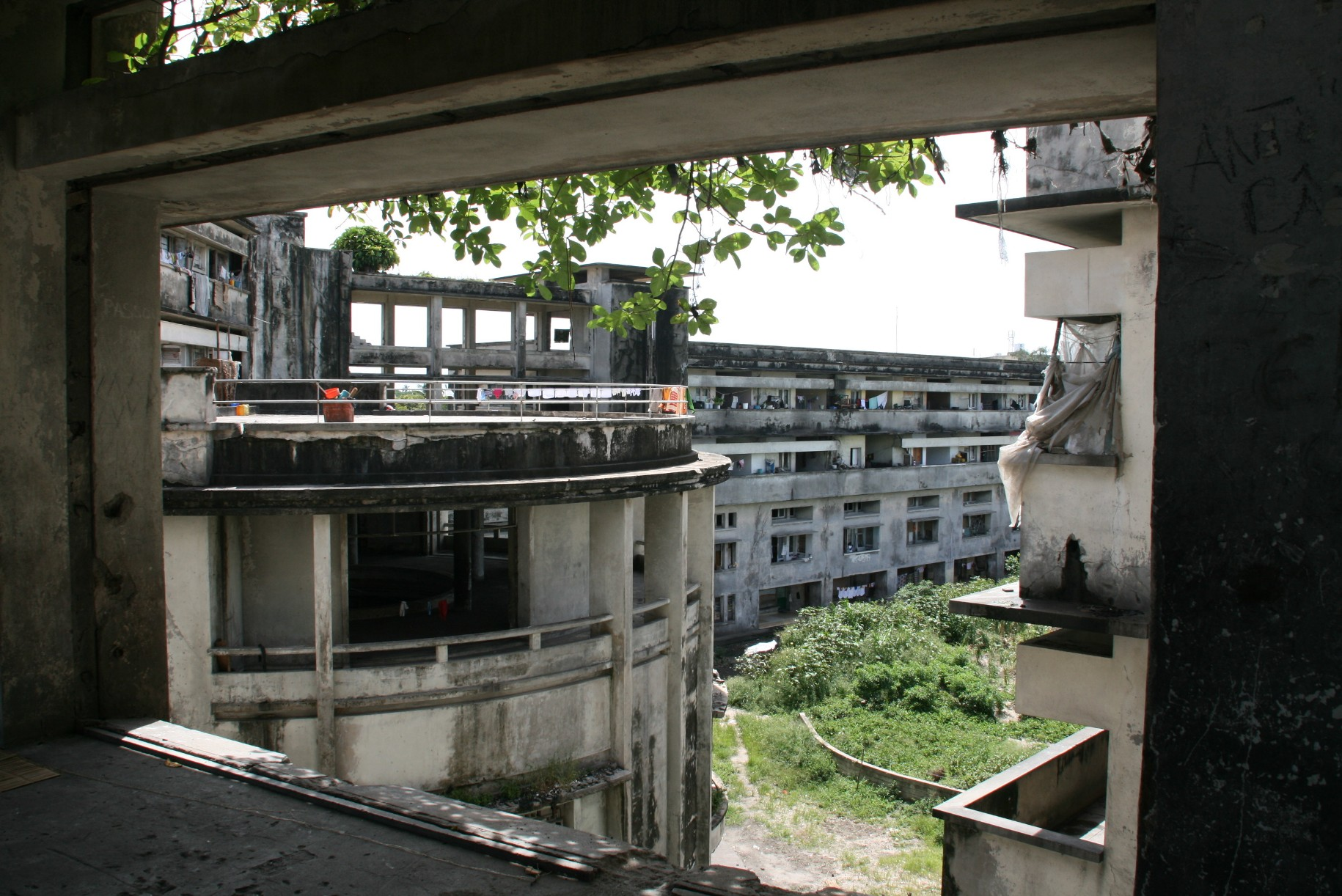
Das Grande Hotel Beira, 2009
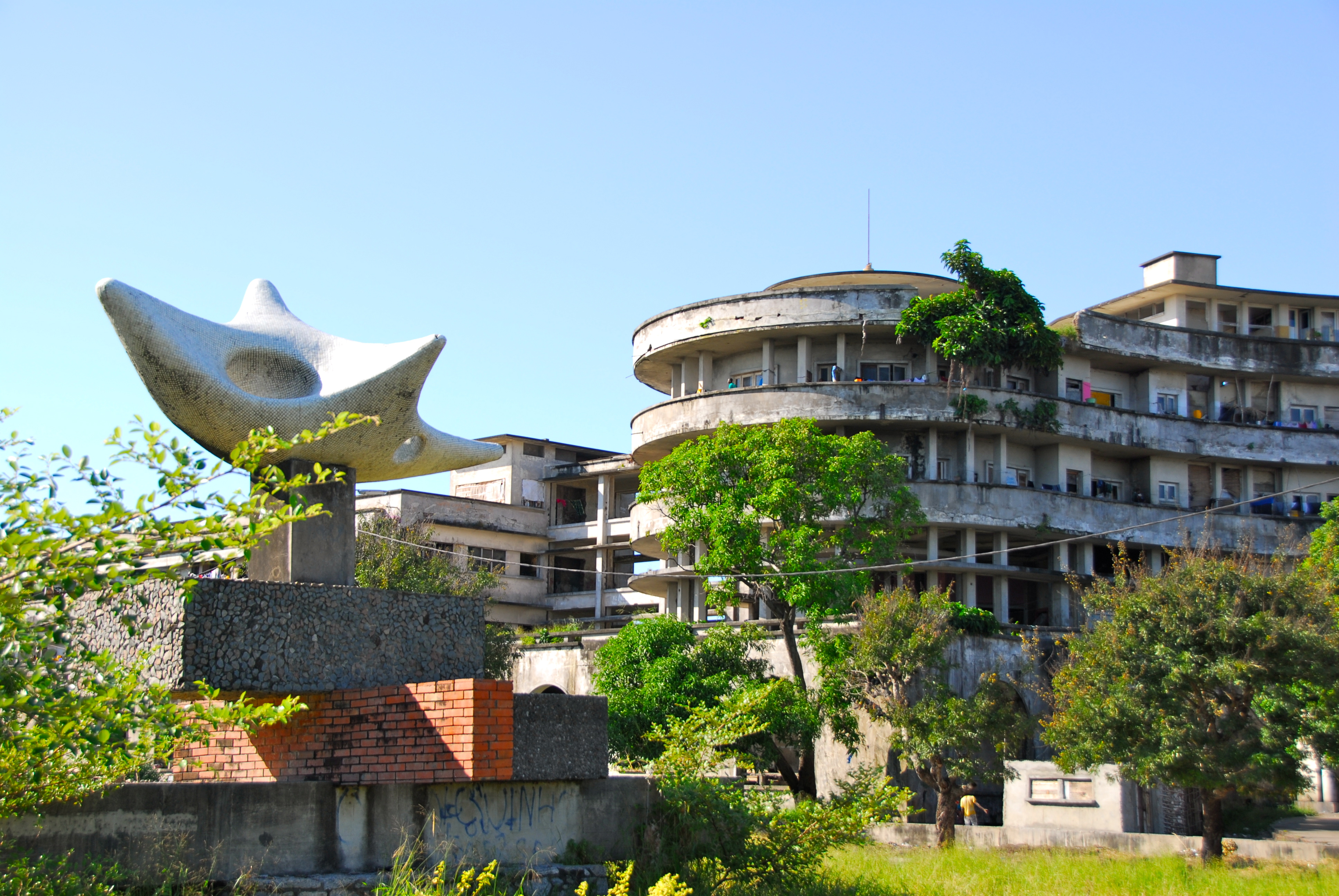
Das Grande Hotel Beira, 2011
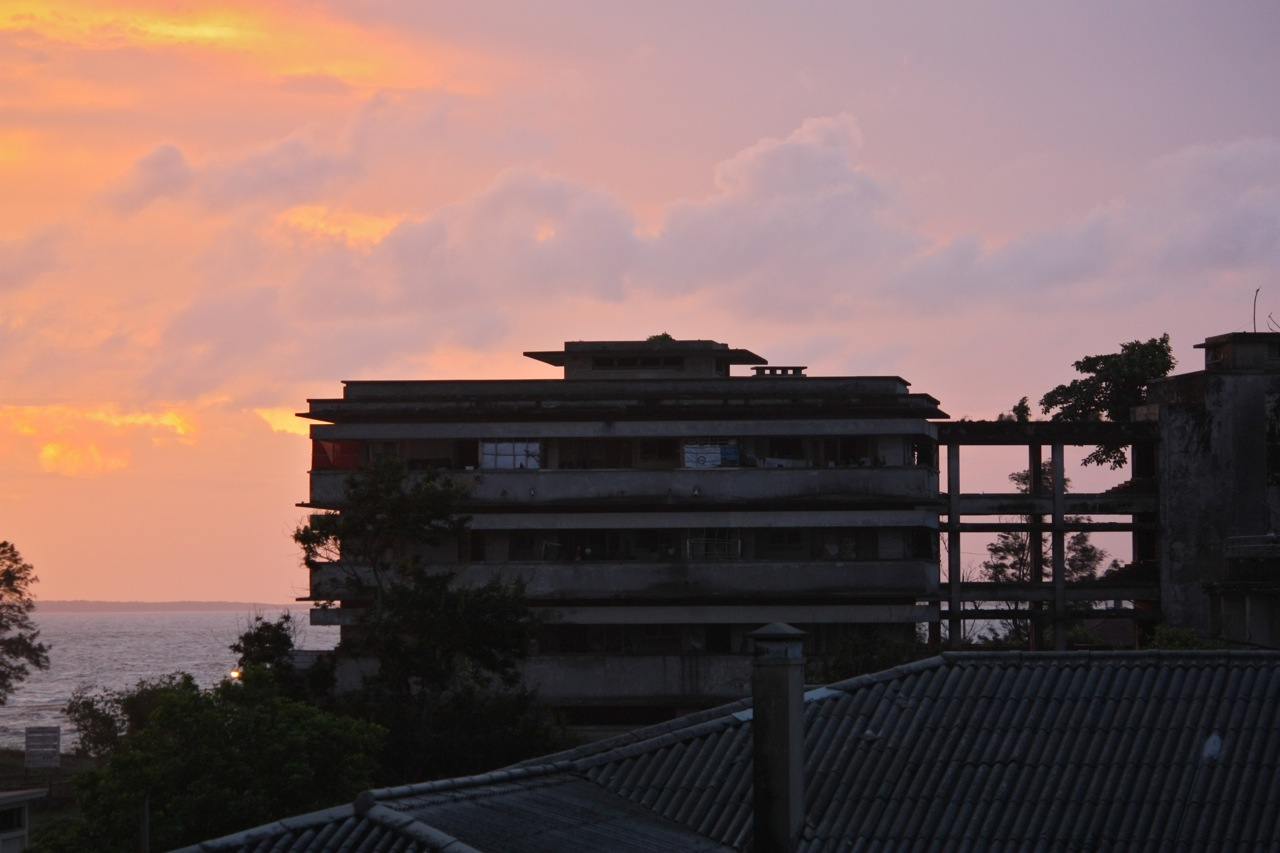
Das Grande Hotel Beira, 2012
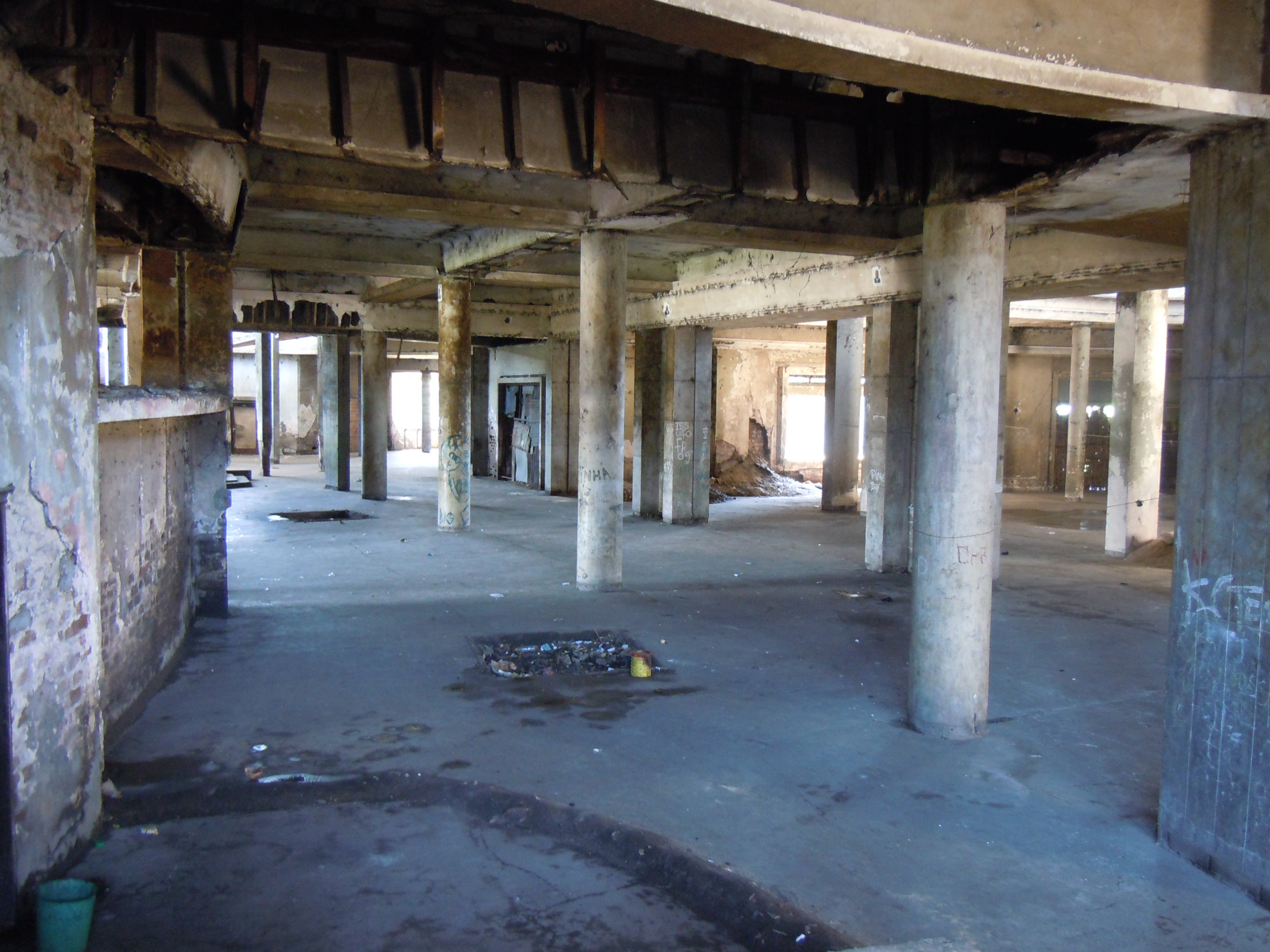
Ehemalige Lobby im Erdgeschoss
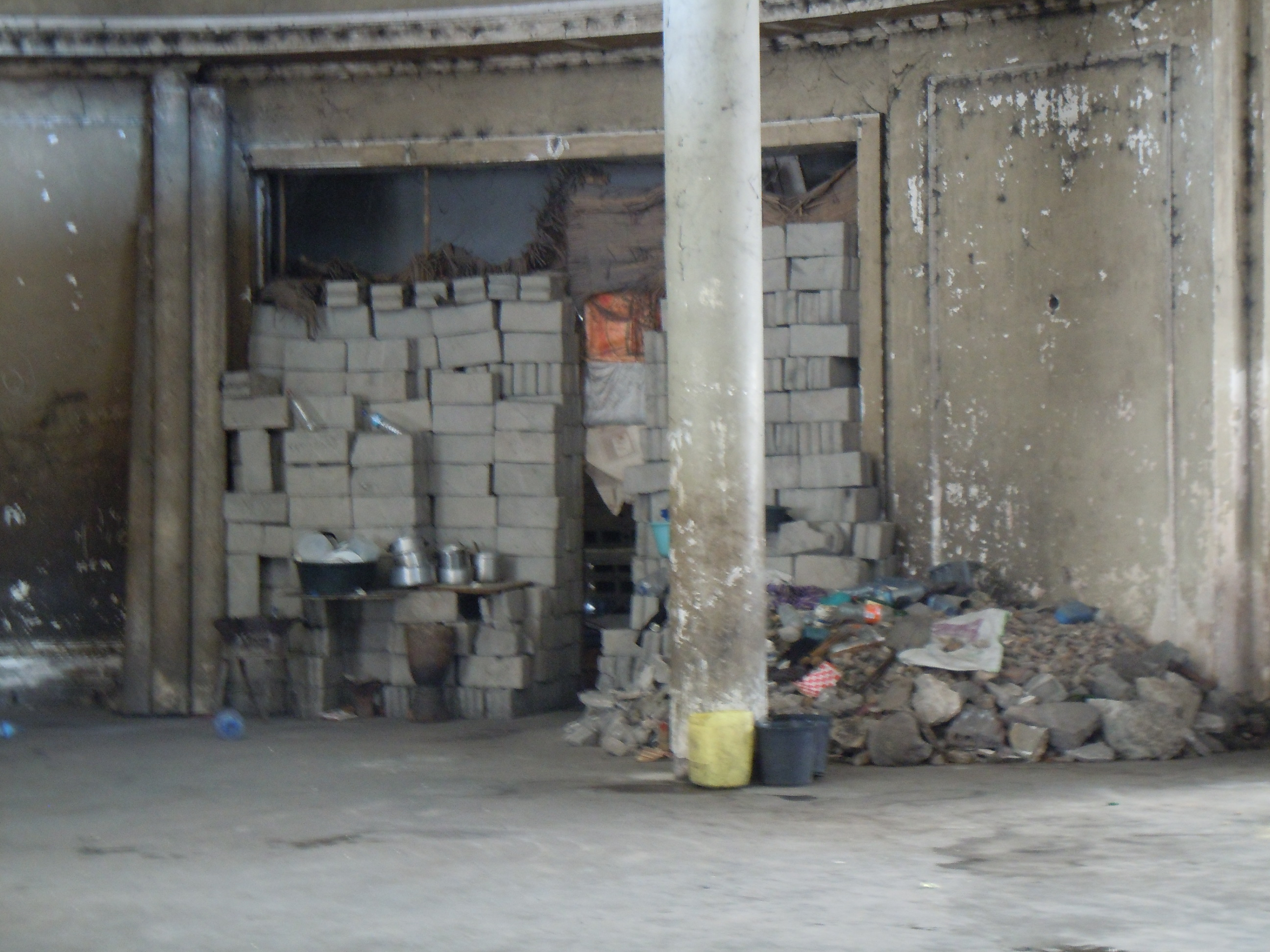
Ehemaliger Tanzsaal
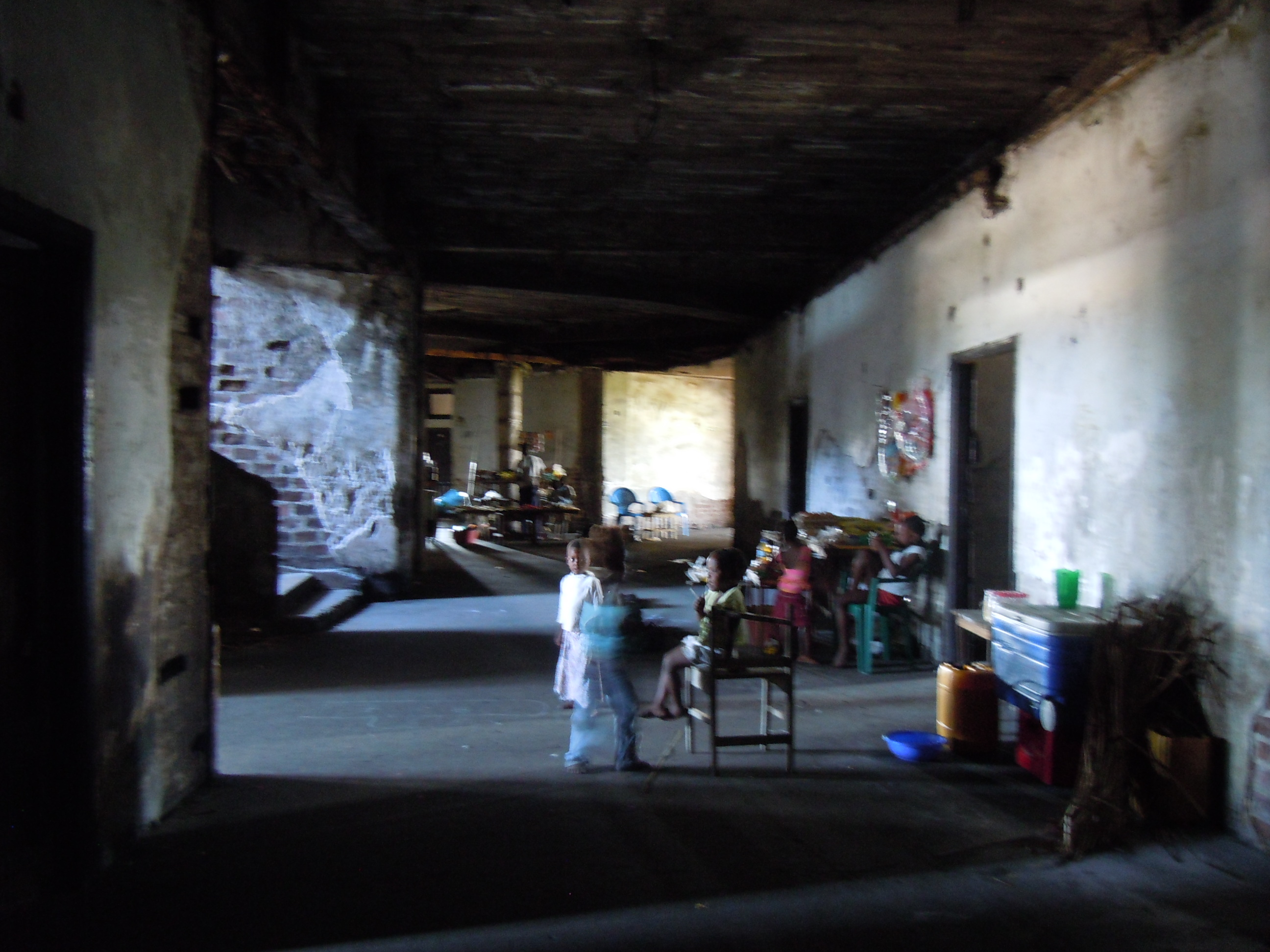
Straßenverkäufer im dritten Stock
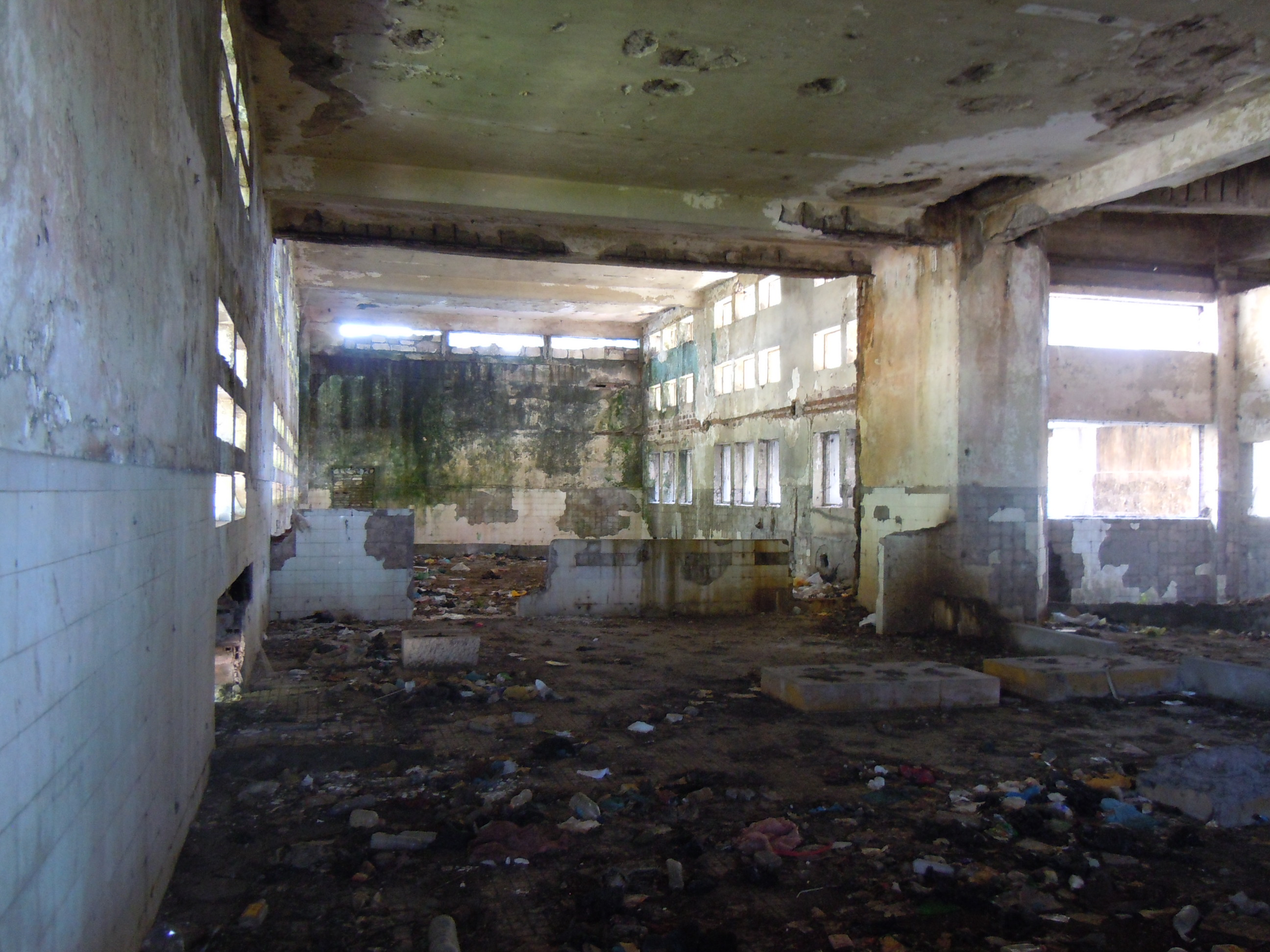
Ehemalige Hotelküchenebene
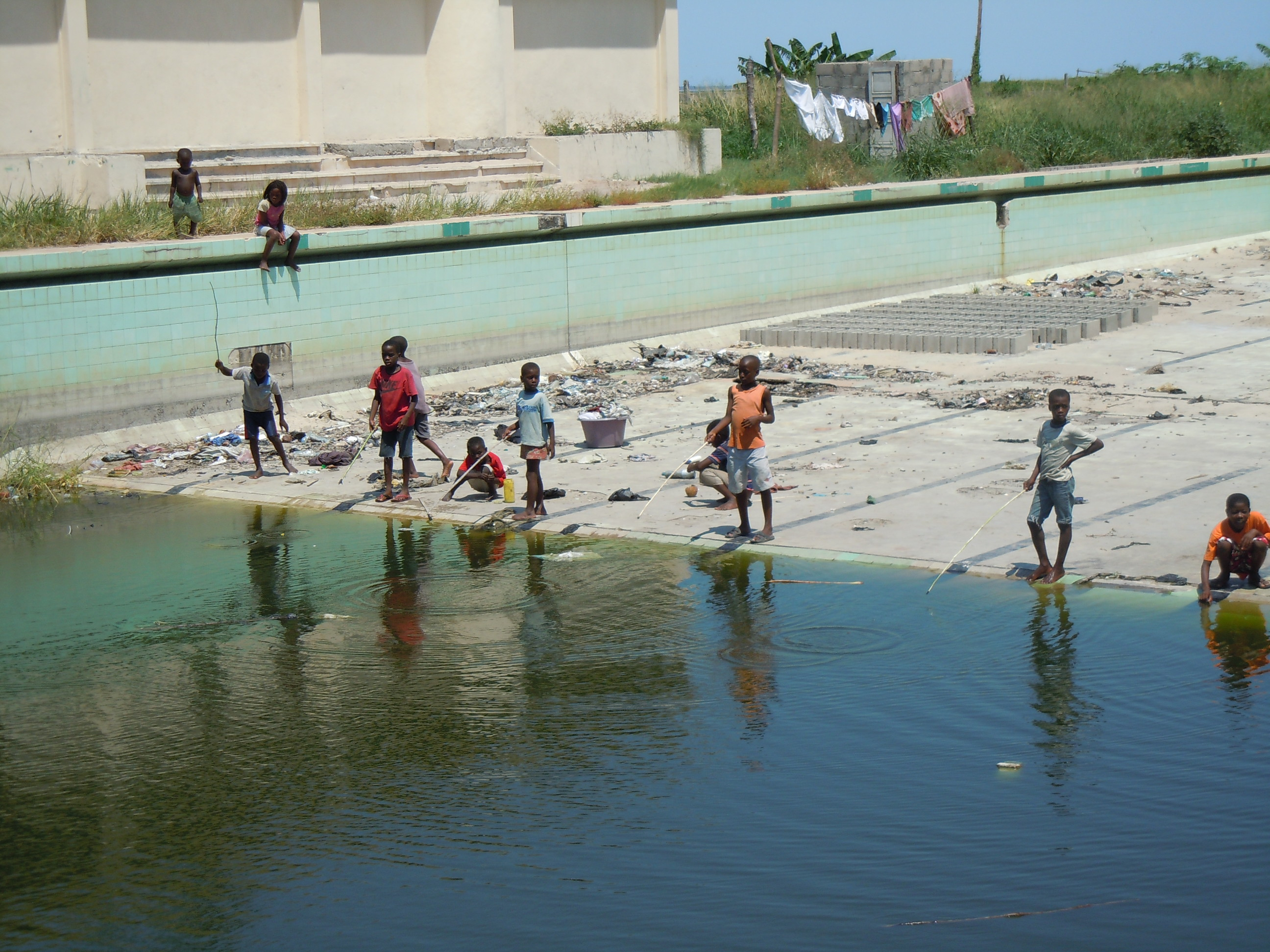
Das ehemalige Hotel-Schwimmbecken ist stark verschmutzt
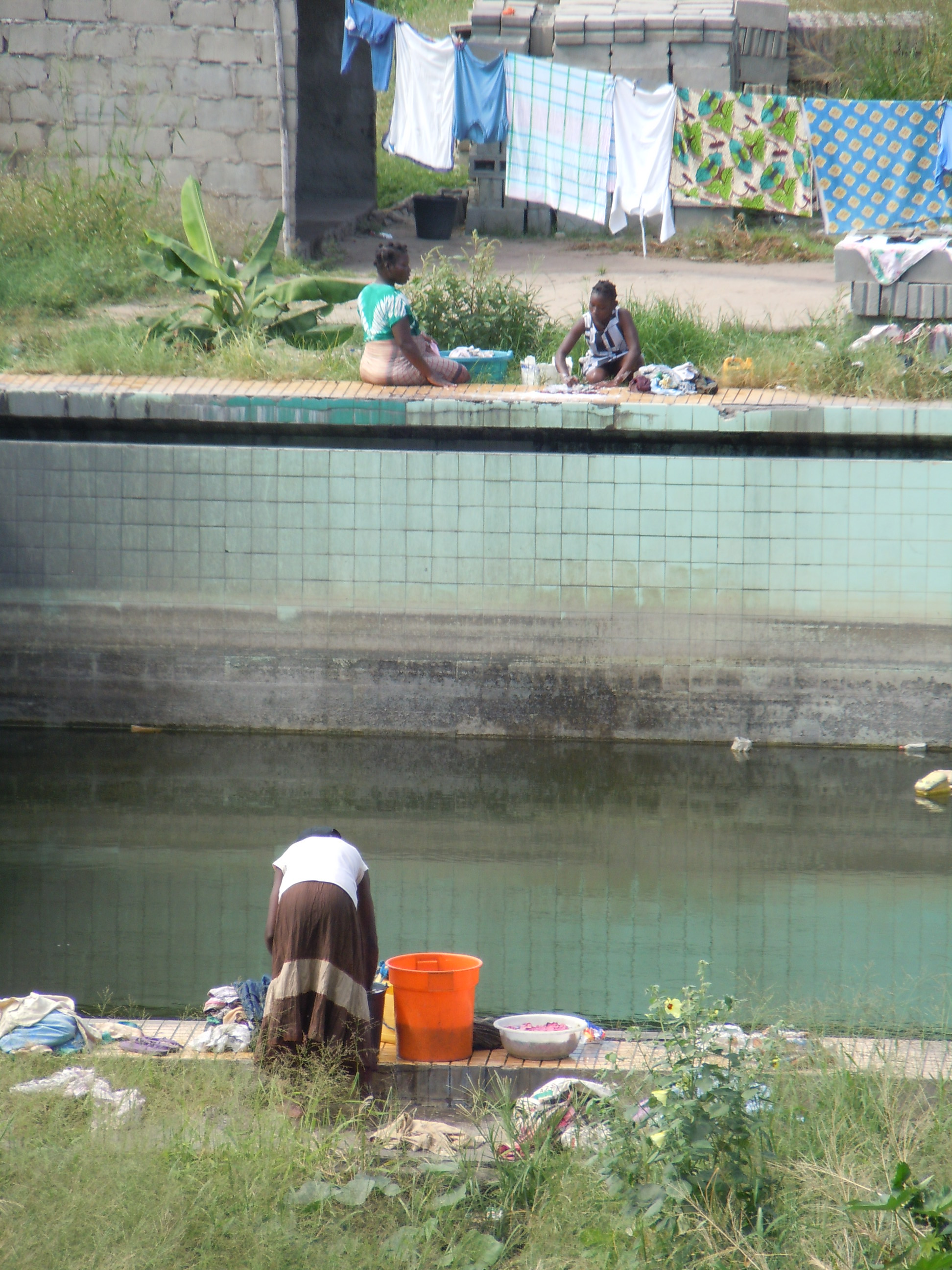
Schwimmbecken
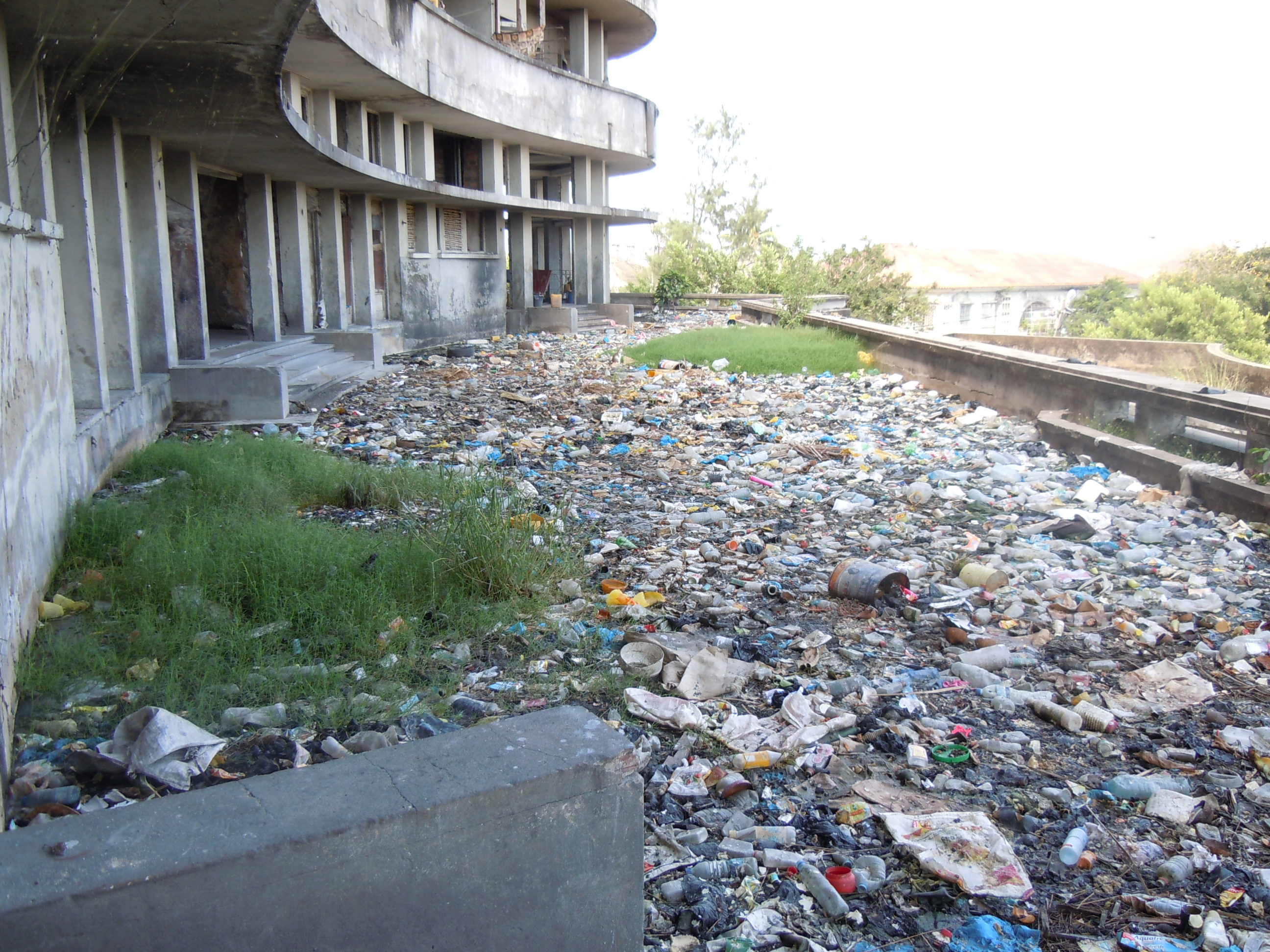
Vorderterrasse mit fehlender Müllentsorgung